# 新人王戦 (中国囲碁)
新人王戦（しんじんおうせん、新人王赛）は、中国の囲碁の若手棋士による棋戦。1994年に創設。2007年14期からは建橋杯中国囲棋新人王戦（建桥杯中国围棋新人王赛）。2019年23期は海克力斯杯中国囲棋新人王戦。2020年24期からは馬橋杯中国囲棋新人王戦（马桥杯中国围棋新人王赛）。
また2007年から2011年に建橋杯女子新人王戦も行われ、2012年から再び統合された。
- 主催 中国棋院、上海棋院
- 共催 (24期-)上海市囲棋協会、上海市閔行区体育局、上海市閔行区馬橋鎮人民政府
- 後援 （1-13期）囲棋週報、（14-22期）上海建橋学院、(23期)海克力斯自動化設備有限公司
- 優勝賞金 (-18期)3万元、(19-20期)5万元、(21-22期)6万元、(23期)20万元、(24期-)12万元

1998年から2005年の本棋戦優勝者は、中韓新人王対抗戦に出場した。
2014年に優勝した於之瑩は、最初の女子優勝者として、賞金6万元の他に奨励金計7万元を与えられた。

## 出場者
- 1-13期 30歳・七段以下
- 14-22期 20歳以下（19期以降は女子は22歳以下）
- 23期- 18歳以下（女子は20歳以下）

## 方式
- トーナメント方式で行われ、決勝は三番勝負。
- 持時間は各2時間、1分の秒読み5回。

## 歴代優勝者と決勝戦
（左が優勝者）
- 1期 1994年 梁偉棠 2-0 王磊
- 2期 1995年 邵煒剛 2-0 王磊
- 3期 1996年 常昊 2-1 王煜輝
- 4期 1997年 劉鈞 2-0 王輝
- 5期 1998年 邵俊傑 2-0 羅洗河
- 6期 1999年 胡耀宇 2-1 邱峻
- 7期 2000年 劉世振 2-0 丁偉
- 8期 2001年 古力 2-0 黄奕中
- 9期 2002年 彭筌 2-1 邱峻
- 10期 2003年 孔傑 2-0 胡耀宇
- 11期 2004年 邱峻 2-1 王檄
- 12期 2005年 古力 2-0 尹航
- 13期 2006年 李喆 2-1 王尭
- 14期 2007年 周睿羊 2-0 王雷
- 15期 2008年 周睿羊 2-0 柁嘉熹
- 16期 2009年 時越 2-0 朱元豪
- 17期 2010年 范廷鈺 2-0 厳歓
- 18期 2011年 范廷鈺 2-0 毛睿龍
- 19期 2012年 范廷鈺 2-0 黄雲嵩
- 20期 2013年 陶欣然 2-1 范蘊若
- 21期 2014年 於之瑩 2-1 李欽誠
- 22期 2015年 廖元赫 2-1 黄静遠
- 23期 2019年 周泓余 2-0 陳豪鑫
- 24期 2020年 屠暁宇 2-1 王星昊
- 25期 2021年 屠暁宇 2-1 王星昊
- 26期 2022年 王星昊 2-0 周泓余
- 27期 2023年 許一笛 2-0 王春暉

## 女子歴代優勝者と決勝戦
- 1期 2007年 曹又尹 2-1 唐奕
- 2期 2008年 李赫 2-0 范蔚菁
- 3期 2009年 唐奕 2-0 宋容慧
- 4期 2010年 李赫 2-1 王晨星
- 5期 2011年 李赫 2-1 李小渓